# Mimovelindopsis
Mimovelindopsis is een geslacht van kevers uit de familie van de loopkevers (Carabidae). De wetenschappelijke naam van het geslacht is voor het eerst geldig gepubliceerd in 1963 door Mateu.

## Soorten
Het geslacht Mimovelindopsis omvat de volgende soorten:
- Mimovelindopsis quadriguttata Facchini, 2010
- Mimovelindopsis rufotestacea (Mateu, 1963)